# Розгірченська сільська рада
Розгірченська сільська рада — орган місцевого самоврядування у Стрийському районі Львівської області. Адміністративний центр — село Розгірче.

## Загальні відомості
Водоймища на території, підпорядкованій даній раді: річка Стрий.

## Населені пункти
Сільській раді підпорядковані населені пункти:
- с. Розгірче

## Склад ради
Рада складається з 12 депутатів та голови.

### Керівний склад попередніх скликань
| ПІБ                       | Основні відомості                                                                                  | Дата обрання | Дата звільнення |
| ------------------------- | -------------------------------------------------------------------------------------------------- | ------------ | --------------- |
| Брездун Микола Васильович | Сільський голова, 1947 року народження, безпартійний                                               | 26.03.2006   | 31.10.2010      |
| Маланій Микола Михайлович | Сільський голова, 1971 року народження, освіта вища, член Всеукраїнського об'єднання «Батьківщина» | 31.10.2010   |                 |

Примітка: таблиця складена за даними джерела